# Moskwicz 2136/2137
Moskwicz 2137 i 2136 – samochody osobowe z nadwoziem kombi produkowane przez radzieckie zakłady AZLK w latach 1976 – 1985.

## Historia i opis modelu
Samochód Moskwicz 2137 stanowił odmianę kombi sedana Moskwicz 2140, napędzanego silnikiem o pojemności 1478 cm³ (1,5 l) i mocy 75 KM. Produkowano też w mniejszych ilościach wersję Moskwicz 2136, odpowiadającą sedanowi Moskwicz 2138, ze starym, słabszym silnikiem 1358 cm³ (podawane także jako 1360 cm³) o mocy 50 KM. Konstrukcyjnie samochody stanowiły modernizację poprzedniej rodziny kombi, Moskwicz 426/427, w taki sam sposób, jak sedany Moskwicz 2140/2138 stanowiły modernizację poprzedniej rodziny 412/408. 
W stosunku do modelu 426/427 zmiany nadwozia dotknęły przede wszystkim przedniego pasa, w którym zamieniono chromowaną atrapę chłodnicy i chromowane obramowania reflektorów przez kratę z czarnego plastiku, zgodnie z ówczesną modą. Ponadto, samochód otrzymał bezpieczniejsze dla pieszych wpuszczone (kasetowe) klamki drzwi oraz zmodernizowano wnętrze i deskę rozdzielczą. Z uwagi natomiast na zachowanie w modelu kombi pionowych lamp zespolonych z tyłu, po bokach klapy, tył nadwozia zmienił się jedynie w niewielkim stopniu w stosunku do modelu 426/427. Nadal były dość mocno zaakcentowane wywodzące się ze stylistyki lat 60. "płetwy" nad błotnikami tylnymi, na których końcu znajdowały się lampy.
Produkcję wariantu kombi rozpoczęto w 1976, a zakończono w 1985. W odróżnieniu od wcześniejszych kombi Moskwicza, wariant ten był już szerzej dostępny dla zwykłych prywatnych użytkowników. Przy tym, jako jeden z niewielu Moskwiczy, w udany sposób konkurował ze swoim odpowiednikiem z rodziny Żiguli (Łada) - WAZ-2102, dysponując większą przestrzenią ładunkową (po złożeniu tylnych siedzeń - 1479 l wobec 1345 l), nieco większą mocą (75 KM wobec 64 KM w większości modeli) i dużą wytrzymałością. Ze względu na swoje walory, szczególnie cieszył się zainteresowaniem wśród właścicieli leśnych dacz.

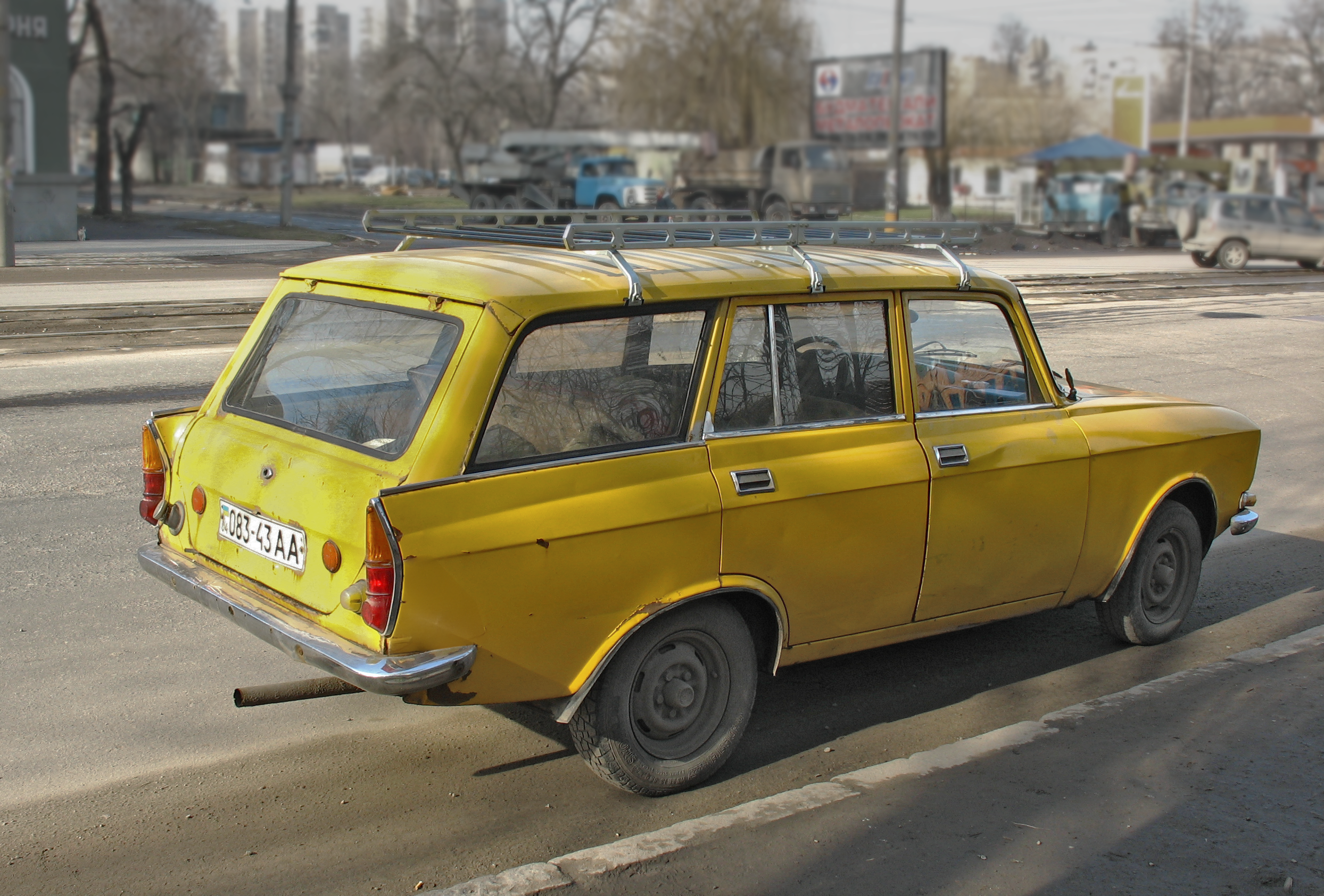
Moskwicz 2137 od tyłu
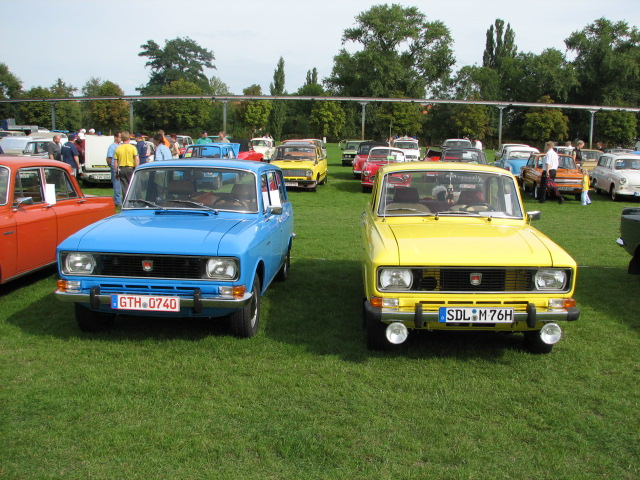
Moskwicz 2137, 2140
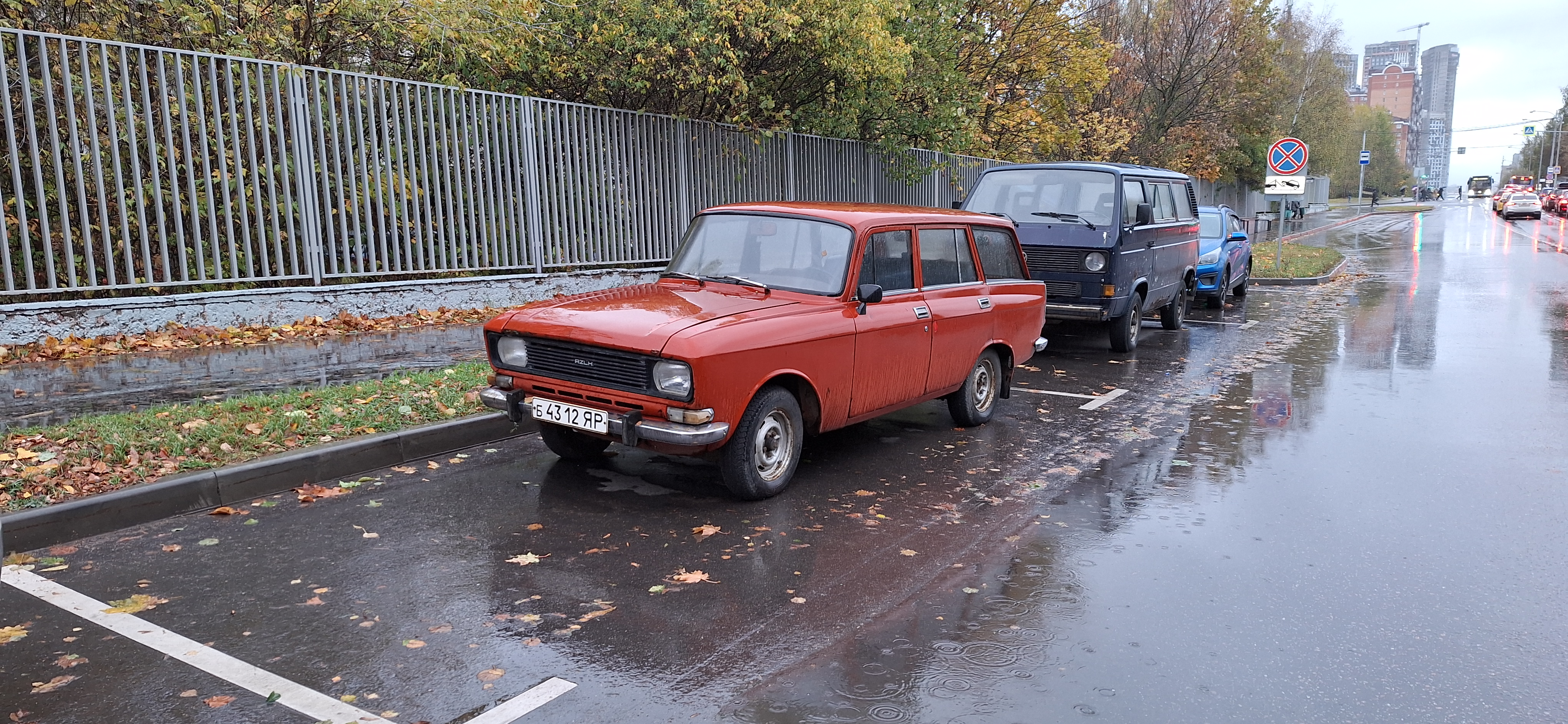
Moskwicz 2137